# Schalsum
Schalsum (Fries: Skalsum) is een dorp in de gemeente Waadhoeke, in de Nederlandse provincie Friesland. Schalsum ligt direct ten noordoosten van de stad Franeker, direct ten zuiden van de A31. In 2023 telde het dorp 145 inwoners.

## Geschiedenis
Het dorp is op een terp ontstaan. De Nicolaaskerk stamt uit het einde van de 12e of begin 13e eeuw. Het dorp vormt samen met Boer, Peins, Ried en Zweins de Franeker Vijfga.
Schalsum werd vanaf de 14e eeuw gespeld als Scalkessum,  Schalsum en Schalszum. De plaatsnaam zou verwijzen naar de woonplaats (heem/um) van de persoon Schalk. Een andere verklaring is dat schalk verwijst naar dienaar of knecht.

## Molen
Ten oosten van het dorp staat De Schalsumermolen, die uit 1801 werd opgericht en bemaalde tot de jaren 80 van twintigste eeuw de Grote Schalsumer Polder.

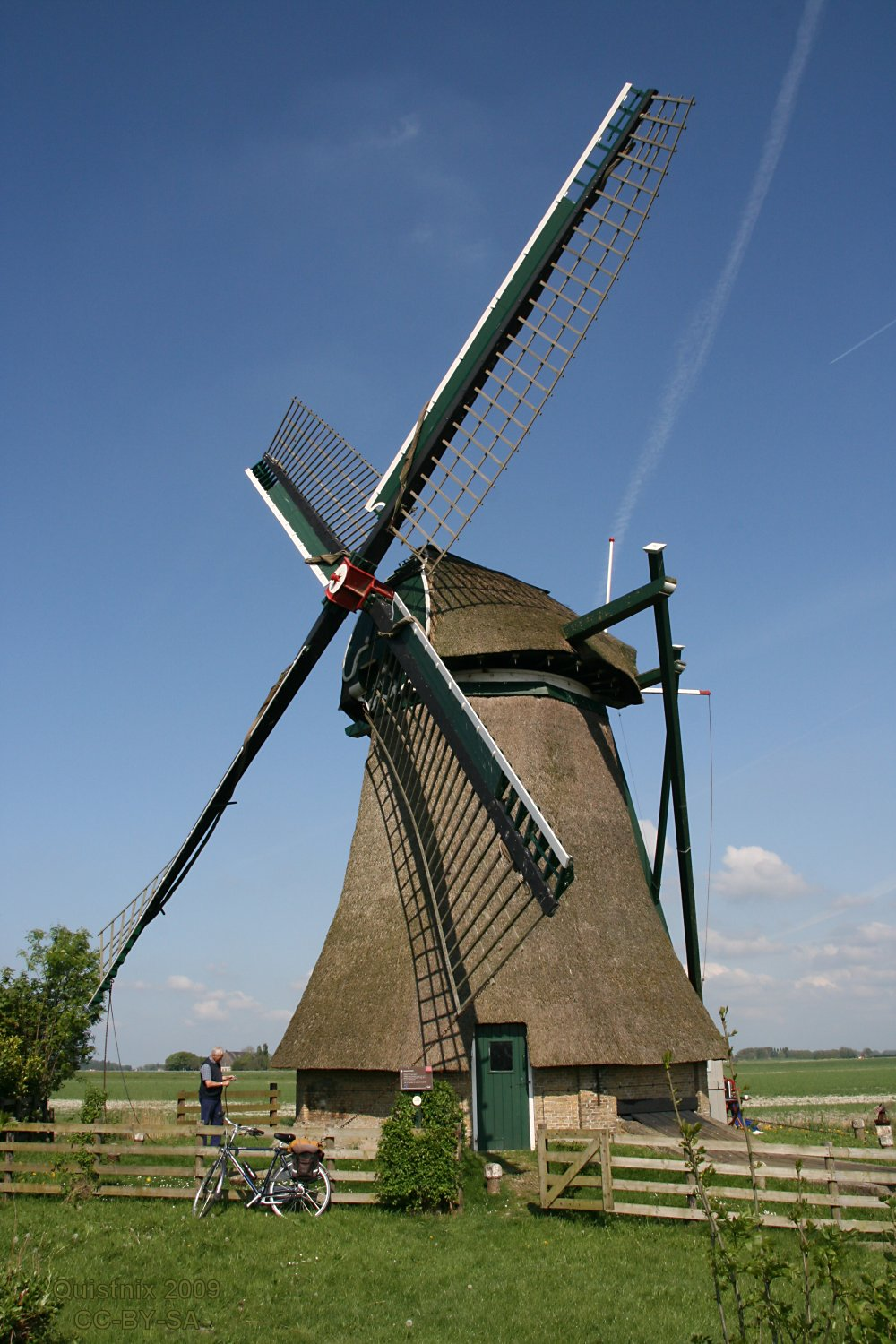
De Schalsumermolen

## Sport
De grootste sportvereniging van Schalsum is de lokale kaatsvereniging Ons genoegen, die werd opgericht in 1897. De op een na grootste vereniging is de biljartvereniging. Het dorp kende een tijdje een voetbalvereniging, Freno, maar in 1970 fuseerde deze met SC Franeker, de voetbalclub van Franeker.

## Bekende (ex-)inwoners
- Jan Tromp, kunstschilder
- Andries van der Sloot, kunstschilder